# Konoplanowka (rejon rylski)
Konoplanowka (ros. Конопляновка) – wieś (ros. деревня, trb. dieriewnia) w zachodniej Rosji, w sielsowiecie bierieznikowskim rejonu rylskiego w obwodzie kurskim.

## Geografia
Miejscowość położona jest nad rzeką Suchaja Amońka, 9 km od centrum administracyjnego sielsowietu bierieznikowskiego (Bieriezniki), 16 km od centrum administracyjnego rejonu (Rylsk), 97,5 km od Kurska.
W granicach miejscowości znajduje się 13 posesji.

## Demografia
W 2010 r. miejscowość zamieszkiwały 4 osoby.